# Avia BH-19
Avia BH-19 là một loại máy bay tiêm kích chế tạo ở Tiệp Khắc năm 1924.

## Tính năng kỹ chiến thuật
Đặc điểm tổng quát
- Kíp lái: 1
- Chiều dài: 7.37 m (24 ft 2 in)
- Sải cánh: 10.80 m (35 ft 5 in)
- Diện tích cánh: 18.3 m2 (197 ft2)
- Trọng lượng rỗng: 792 kg (1.746 lb)
- Trọng lượng có tải: 1.155 kg (2.546 lb)
- Powerplant: 1 × Hispano-Suiza 8Fb, 230 kW (310 hp)

Hiệu suất bay
- Vận tốc cực đại: 245 km/h (152 mph)
- Tầm bay: 520 km (320 dặm)
- Trần bay: 8.000 m (26.200 ft)
- Vận tốc lên cao: 5,6 m/s (1.090 ft/phút)

Vũ khí trang bị
- 2 × Súng máy Vickers.303